# タニエラ・トゥポウ
タニエラ・トゥポウ（Taniela Tupou、1996年5月10日 - ）は、トンガ出身で、オーストラリア代表資格を持つラグビーユニオン選手。フランストップ14のラシン92に所属している。

## 経歴
トンガ出身。居住地によりオーストラリア代表資格を持つ。
高校時代、その活躍により、マーベル・コミックの怪力キャラクター「マイティ・ソー」にちなみ、「トンガン・ソー（Tongan Thor＝トンガのソー）」というニックネームがついた。
2016年に、スーパーラグビーのレッズに入団。さらにオーストラリア代表の育成選手としてツアーに参加した。
2017年、クイーンズランド・カントリー (NRC)に所属。NRC（ナショナル・ラグビー・チャンピオンシップ）での好成績により、同年11月24日にマレーフィールド（スコットランド）で行われたスコットランド戦でオーストラリア代表（ワラビーズ）としてテストマッチデビューを果たした。
2019年、バーバリアンズに選ばれる。
ラグビーワールドカップ2019・ラグビーワールドカップ2023でオーストラリア代表として出場。
2024年、財政難のため2024年シーズン限りで活動を休止するメルボルン・レベルズに所属。
2024年8月、シドニーを本拠とするニューサウスウェールズ・ワラターズへ移籍。
2025年7月、フランストップ14のラシン92に加入した。